# Abraham Kiplagat
Abraham Kiplagat (ur. 8 września 1984) – kenijski lekkoatleta specjalizujący się w biegach średnich.
W 2010 roku wywalczył w biegu na 800 metrów brązowy medal na igrzyskach Wspólnoty Narodów. Rekord życiowy: 1:43,77 (22 lipca 2010, Monako). 

## Osiągnięcia
| Rok  | Impreza                    | Miejsce    | Lokata     | Wynik   |
| ---- | -------------------------- | ---------- | ---------- | ------- |
| 2010 | Igrzyska Wspólnoty Narodów | Nowe Delhi | 3. miejsce | 1:47,37 |